# Burnout Paradise
Burnout Paradise — аркадная гоночная игра с элементами гонок на выживание, разработанная студией Criterion Games и изданная компанией Electronic Arts для приставок Xbox 360 и PlayStation 3 в 2008 году. В 2009 году вышло расширенное издание игры под названием Burnout Paradise: The Ultimate Box, портированное также на персональные компьютеры под управлением Windows. В России игра была издана компанией «1С-СофтКлаб»; версии для PlayStation 3 и ПК вышли полностью на русском языке, версия же для Xbox 360 не подверглась какому-либо переводу. Расширенное издание было выпущено в России под названием «Burnout Paradise: Полное издание». 16 марта 2018 года для консолей PlayStation 4 и Xbox One, 21 августа того же года для ПК и 19 июня 2020 года для Nintendo Switch вышло переиздание Burnout Paradise Remastered, разработанное Stellar Entertainment. Это пятая и последняя часть основной серии Burnout.
Как и предыдущие части серии, Burnout Paradise сосредотачивается на гоночных соревнованиях с акцентом на аварии и опасное вождение. Основным нововведением стало наличие открытого мира — игрок может свободно разъезжать по вымышленному городу Парадайз-Сити, где можно как начать один из предлагаемых заездов, находящихся на перекрёстках, так и исследовать местность в поиске скрытых объектов и многого другого. Основной целью игры является получение более высоких категорий прав и новых машин, зарабатываемых за победы в заездах. Помимо этого, предусмотрена сетевая игра, поддерживающая до восьми человек.
Разработка Burnout Paradise велась с 2006 года параллельно с Burnout Dominator от EA UK. Создатели внесли значительные улучшения в игровой движок, детализацию графики и проработку физической модели, адаптировав их под консоли нового поколения. Burnout Paradise получила позитивные отзывы от прессы, которая похвалила традиционный для серии динамичный геймплей, эффектные аварии, высокое качество графики и звука, но к минусам отнесла неудобный интерфейс. Последующие переиздания игры также получали в основном положительные оценки, но ряд обозревателей подвергали критике некоторые нововведения и отсутствие значительных улучшений, в сравнении с оригиналом.

## Игровой процесс

Игра в режиме «Охота». В Burnout Paradise, в отличие от предыдущих частей серии, предоставлен открытый мир

Burnout Paradise представляет собой аркадную гоночную игру, выполненную в трёхмерной графике. Действие происходит в вымышленном городе Парадайз-Сити (англ. Paradise City), который разделён на несколько районов (Downtown Paradise, White Mountain, Silver Lake, Harbor Town и Palm Bay Heights) и по которому предоставлена свобода передвижения.
В городе присутствуют места проведения заездов, которые расположены на перекрёстках. Выигрыш в определённом количестве заездов позволяет получать новые права, и, таким образом, является основой прохождения игры. Город полон различных трамплинов, с помощью которых можно выполнять прыжки, бочки и штопоры. В городе можно найти и сбить заграждения и рекламные щиты, а также найти и выполнить высокие прыжки на специальных трамплинах. В городе также можно найти различные заведения — свалки (англ. Junkyard), парковки, автосервисы (англ. Auto Repair), покрасочные (англ. Paint Shop) и заправки (англ. Gas Station). Помимо этого, в городе можно выполнять параллельную парковку, а также установить рекорды времени и аварий на каждой улице.
Транспортные средства хранятся на свалке, и при получении нового игроку нужно выехать на нём и починить его в автосервисе, прежде чем его можно будет перекрасить. У транспортных средств присутствуют различные показатели скорости, ускорения и прочности. У всех автомобилей есть нитро, которое пополняется при опасном вождении, выполнении трюков и, особенно, при разбивании других машин, не получая при этом серьёзные повреждения и попаданий в аварию своей. Автомобили делятся на три класса: «Трюкач» (подходят для заносов и прыжков, для максимально быстрого повышения игровых очков), «Агрессор» (прочные и тяжёлые машины, подходят для разбивания других автомобилей) и «Гонщик» (лёгкие и быстрые автомобили, которые могут выполнять цепочки нитро, для чего полосу ускорения нужно заполнить до конца).
В одиночной игре доступны пять видов заездов. «Гонка» (англ. Race) — гоночный заезд от старта к финишу, в котором принимают участие от двух до восьми гонщиков, включая игрока. «Охота» (англ. Road Rage) — за отведённое время надо разбить как можно больше автомобилей соперников, за каждого сбитого противника добавляют 10 секунд ко времени заезда, а количество жизней игрока зависит от прочности машины. «Заезд на время» (англ. Burning Route) — надо доехать за отведённое время до финиша, у каждого автомобиля есть свой такой заезд, и за победу дают улучшенную модификацию данного автомобиля. «Экстрим» (англ. Stunt Run) — нужно набрать требуемое количество очков с помощью прыжков, дрифта, бочек и других трюков. «Побег» (англ. Marked Man) — за автомобилем игрока охотятся несколько чёрных автомобилей (чаще всего — Hunter Civilian), цель — доехать до финиша, количество жизней зависит от прочности машины.
В сетевой игре присутствуют следующие виды заездов. Испытания Freeburn — гонщики все вместе выполняют миссии, которые им выбирает хост, например, прыжок одного гонщика через семерых других, встреча в определённом месте и другие. «Гонка» (англ. Race) — гонки от старта до финиша, где, в отличие от одиночной игры, возможна расстановка точек, а хост может менять старт, финиш и точки. «Экстрим» (англ. Stunt Run) — правила такие же, как в одиночной игре, но тут одновременно соревнуются несколько игроков. «Побег» (англ. Marked Man) — один из восьми игроков становится мишенью, а все остальные на него охотятся, цель мишени — не погибнуть (как от других игроков, так и от аварии) за отведённое время, а жизнь всего одна, при чём выживающий не видит на карте охотников. «Охота» (англ. Road Rage) — кто наберёт больше жертв за отведённое время, тот и победитель. С 1 августа 2019 года у оригинальной Burnout Paradise для PlayStation 3, Xbox 360 и PC отключены сервера.

## Разработка и выход игры
Разработка Burnout Paradise началась в 2006 году. Создание велось параллельно со спин-оффом серии под названием Burnout Dominator, который разрабатывался студией EA UK, в то время как над Burnout Paradise работали Criterion Games, которые были ответственны за предыдущие игры франшизы. Проект предназначался для платформ нового поколения — Xbox 360 и PlayStation 3 — и имеет значительные для серии нововведения. Так, в Burnout Paradise, по сравнению с предыдущими играми серии, предоставлен открытый мир, который содержит большое количество находок, заведений и так далее. Появились также новые игровые режимы и особенности (например, выполнение параллельной парковки и трюков). В версии для PlayStation 3 разработчики предусмотрели возможность бескнопочного управления с помощью гироскопа в контроллере Sixaxis.
В лицензированном саундтреке присутствуют музыкальные треки в жанрах рок и электроника от известных исполнителей и групп, таких как Guns N’ Roses («Paradise City»), Twisted Sister («I Wanna Rock»), Alice In Chains («Would?»), Avril Lavigne («Girlfriend»), Depeche Mode («Route 66»), а также песни таких исполнителей, как Jimmy Eat World, LCD Soundsystem, B’z, Seether, Killswitch Engage, Junkie XL, Airbourne, Agent Blue и Jane’s Addiction. Кроме того, в Burnout Paradise присутствуют треки из предыдущих частей серии, а также классические мелодии от известных композиторов, таких как Иоганн Себастьян Бах (Ария на струне Соль (адаптация Вильгельми)), Пётр Ильич Чайковский (Сюита из балета «Спящая красавица» — Вальс), Людвиг ван Бетховен (Лунная соната, часть 1) и других.
Выпуск игры состоялся 22 января 2008 года в Северной Америке, 25 января в Европе, 29 января в России и 21 февраля того же года в Японии.

### Дополнительный контент
Осенью 2008 года для Burnout Paradise вышло дополнение, добавляющее трофеи и достижения, динамическую смену времени суток и погодных условий, а также новые для серии транспортные средства — мотоциклы. У мотоциклов, в отличие от автомобилей, отсутствует нитро, а также предусмотрены отдельные права. Задания представлены заездами на время и установкой рекордов времени на каждой улице, отдельно для дня и для ночи. Также для мотоциклов имеются награды, которые присуждаются за выполнение различных заданий, например за выигрыш в определённом количестве заездов и за выполнение «свечки».
Party — офлайн-игра, этакая замена игре с разделённым экраном. До восьми игроков по очереди выполняют задания, а кто наберёт больше очков, тот и победит. Для обычных версий игры для PlayStation 3 и Xbox 360 его надо покупать, а в полном издании он включен изначально.
Игра имеет много пакетов дополнений с автомобилями, таких как: «Классические машины» (англ. Legendary Cars) — переделанные автомобили из игры в Knight Rider/K.I.T.T. (разговаривает при ускорении), Ecto-1 (сирена), General Lee (сирена) и DeLorean (трансформируется и летает, в обеих формах при ускорении шины производят огонь на земле как в фильме); Toy Cars — некоторые машины переделаны в маленькие игрушечные машинки, которые по размеру в 2 раза меньше обычных; «Ускорение» (англ. Boost Special) — переделанный Hot Rod Coupe с бесконечным ускорением и Hawker со всеми 3 видами ускорения, меняющий цвет в некоторых местах в зависимости от вида ускорения («Гонщик» — жёлтый, «Трюкач» — зелёный, «Агрессор» — красный).
Big Surf Island — платное дополнение для Xbox 360 и PlayStation 3, добавляет остров, разделённый на несколько районов, и 10 автомобилей. На острове присутствуют заграждения, рекламные щиты и мега прыжки. Кроме того, для острова предусмотрены отдельные права.
Cops and Robbers — платное дополнение, где игроки делятся на команды полицейских и воров, а цель обеих команд — забрать и первыми отвезти золото, каждая на свою базу. Также дополнение добавляет полицейские окраски для всех автомобилей (кроме Krieger Racing WTR ‘07/Krieger PCPD Special и Hunter Citizen/Hunter Civilian, которые и так являются полицейскими в одной из двух версий), маячки, сирену, а на некоторые и кенгурятники. На полицейских машинах можно ездить во всех режимах игры.

### Специальные издания
В 2009 году вышло издание Burnout Paradise: The Ultimate Box, включающее в себя игру и все вышедшие на тот момент дополнения к ней. Это издание также было портировано на ПК.
16 марта 2018 года для консолей PlayStation 4 и Xbox One игра была переиздана под названием Burnout Paradise Remastered. Переиздание включает в себя игру со всеми вышедшими для неё дополнениями, а также с графическими улучшениями. 21 августа того же года Burnout Paradise Remastered вышла на ПК, а 19 июня 2020 года — для Nintendo Switch.

## Оценки и мнения
| Сводный рейтинг       | Сводный рейтинг                                                                  |
| Агрегатор             | Оценка                                                                           |
| --------------------- | -------------------------------------------------------------------------------- |
| GameRankings          | - 88,36 % (X360) - 88,09 % (ПК) - 87,89 % (PS3) - 81,88 % (PS4) - 78,64 % (XONE) |
| Metacritic            | 88/100 (X360) 87/100 (ПК) 87/100 (PS3) 82/100 (PS4) 79/100 (XONE)                |
| MobyRank              | 88/100 (X360) 87/100 (ПК) 87/100 (PS3) 78/100 (PS4) 75/100 (XONE)                |
| Иноязычные издания    |                                                                                  |
| Издание               | Оценка                                                                           |
| 1UP.com               | A-                                                                               |
| AllGame               | [ 17 ]                                                                           |
| Destructoid           | 8/10                                                                             |
| Edge                  | 9/10                                                                             |
| EGM                   | 9/10                                                                             |
| Eurogamer             | 8/10 9/10 (ПК)                                                                   |
| G4                    | 4/5                                                                              |
| Game Informer         | 8,5/10                                                                           |
| GamePro               | 5 из 5 звёзд · 5 из 5 звёзд · 5 из 5 звёзд · 5 из 5 звёзд · 5 из 5 звёзд         |
| GameRevolution        | B+ 3,5/5 (PS4)                                                                   |
| GameSpot              | 9/10                                                                             |
| GameSpy               | [ 22 ]                                                                           |
| GameTrailers          | 8,8/10                                                                           |
| GameZone              | 9/10                                                                             |
| IGN                   | 8,8/10 8,4/10 (ПК)                                                               |
| OPM                   | [ 26 ]                                                                           |
| OXM                   | 9/10                                                                             |
| PALGN                 | 8,5/10                                                                           |
| PC Gamer (UK)         | 8,5/10                                                                           |
| Play (UK)             | 9,5/10                                                                           |
| TeamXbox              | 9,2/10                                                                           |
| VideoGamer            | 9/10                                                                             |
| XboxAddict            | 9,3/10                                                                           |
| X-Play                | 4 из 5 звёзд · 4 из 5 звёзд · 4 из 5 звёзд · 4 из 5 звёзд · 4 из 5 звёзд         |
| Русскоязычные издания |                                                                                  |
| Издание               | Оценка                                                                           |
| Absolute Games        | 82 %                                                                             |
| PlayGround.ru         | 8,3/10                                                                           |
| «Игромания»           | 9,5/10                                                                           |
| «Страна игр»          | 9/10                                                                             |

Burnout Paradise получила положительные отзывы от критиков. На сайтах GameRankings и Metacritic средняя оценка составляет соответственно 88,36 % и 88/100 в версии для Xbox 360, 87,89 % и 87/100 для PlayStation 3.
Последующие переиздания также получили позитивные отзывы, однако оценки были немного ниже, чем у оригинала, что связано с неоднозначными нововведениями и отсутствием существенных улучшений. Так, Burnout Paradise: The Ultimate Box на ПК имеет среднюю оценку в 88,09 % и 87/100 на GameRankings и Metacritic соответственно; игра заняла второе место в номинации «Рейсинг года» (2009) журнала Игромания. Burnout Paradise Remastered получила 81,88 % и 82/100 в версии для PlayStation 4, 78,64 % и 79/100 для Xbox One на GameRankings и Metacritic.